# Heliopetes macaira
Turk's-cap White-Skipper  (Heliopetes macaira) là một loài bướm ngày thuộc họ Hesperiidae. Nó được tìm thấy ở miền nam Texas, phía nam through Trung Mỹ to Paraguay.

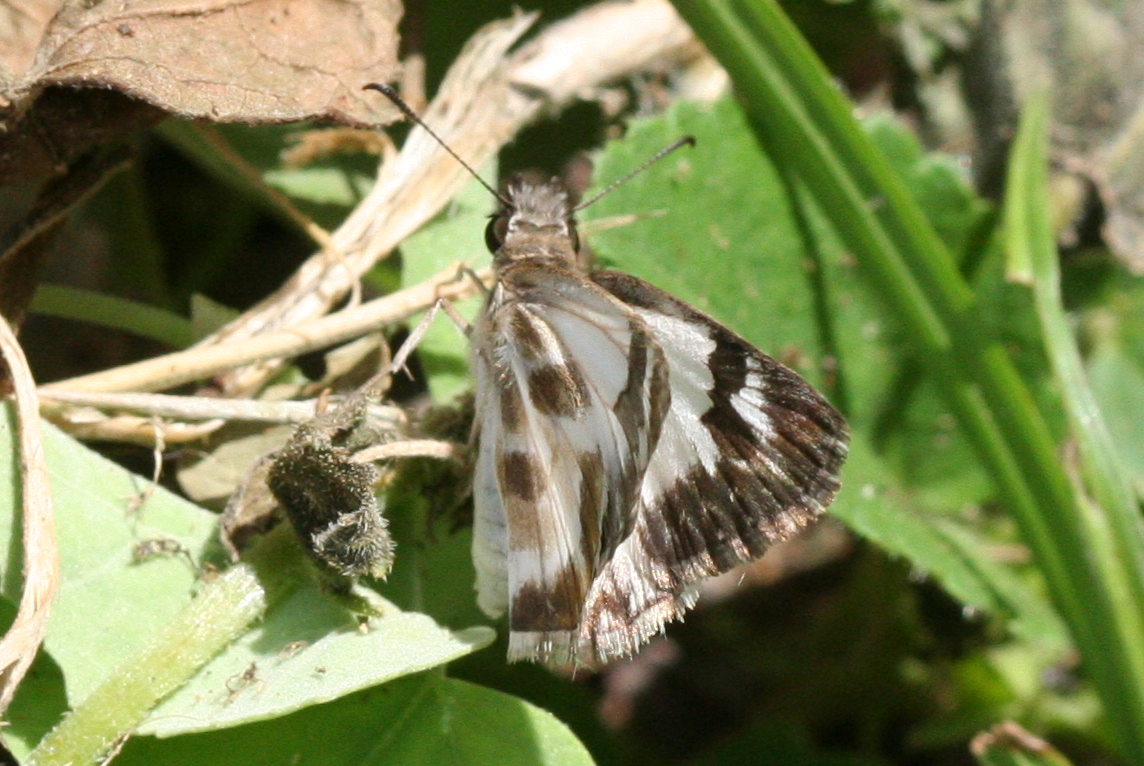

Sải cánh dài 32–35 mm. There are several generations with adults on wing từ tháng 4 đến tháng 11 in miền nam Texas.
Ấu trùng ăn Malvaviscus drummondii. Adults feed on flower nectar.

## Phụ loài
- Heliopetes macaira macaira (Arizona, Mexico, Guatemala, Panama, Venezuela)
- Heliopetes macaira orbigera (Brazil, Bolivia)

## Hình ảnh

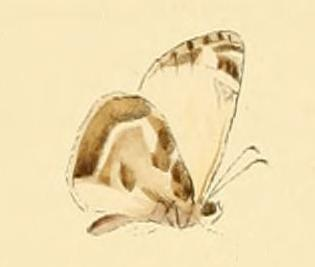
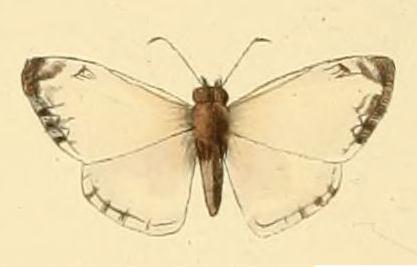
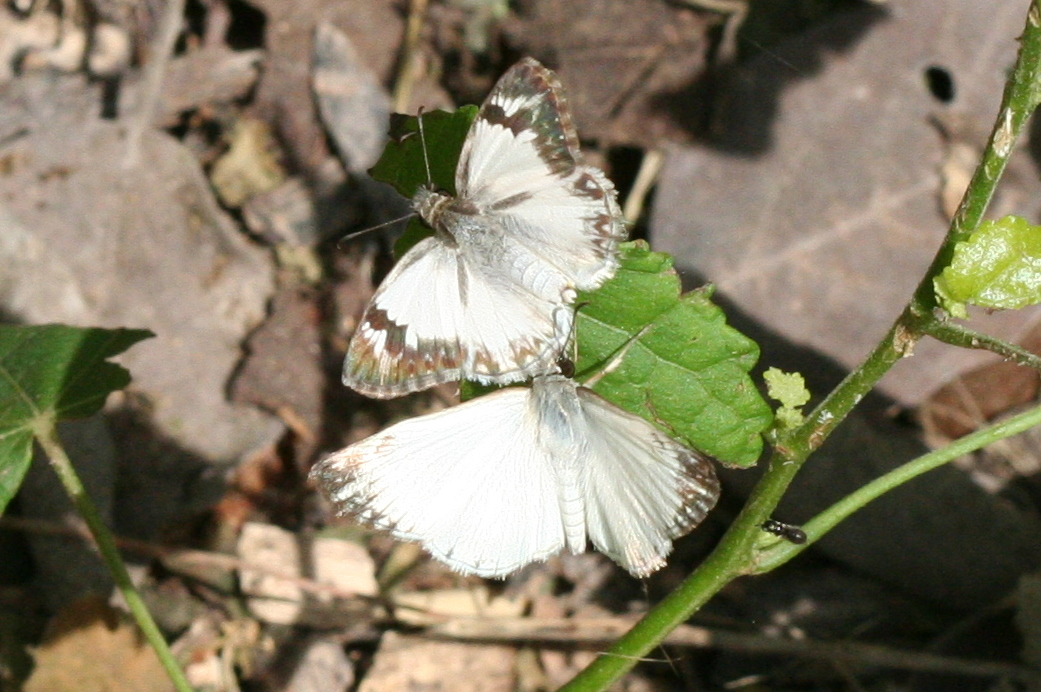
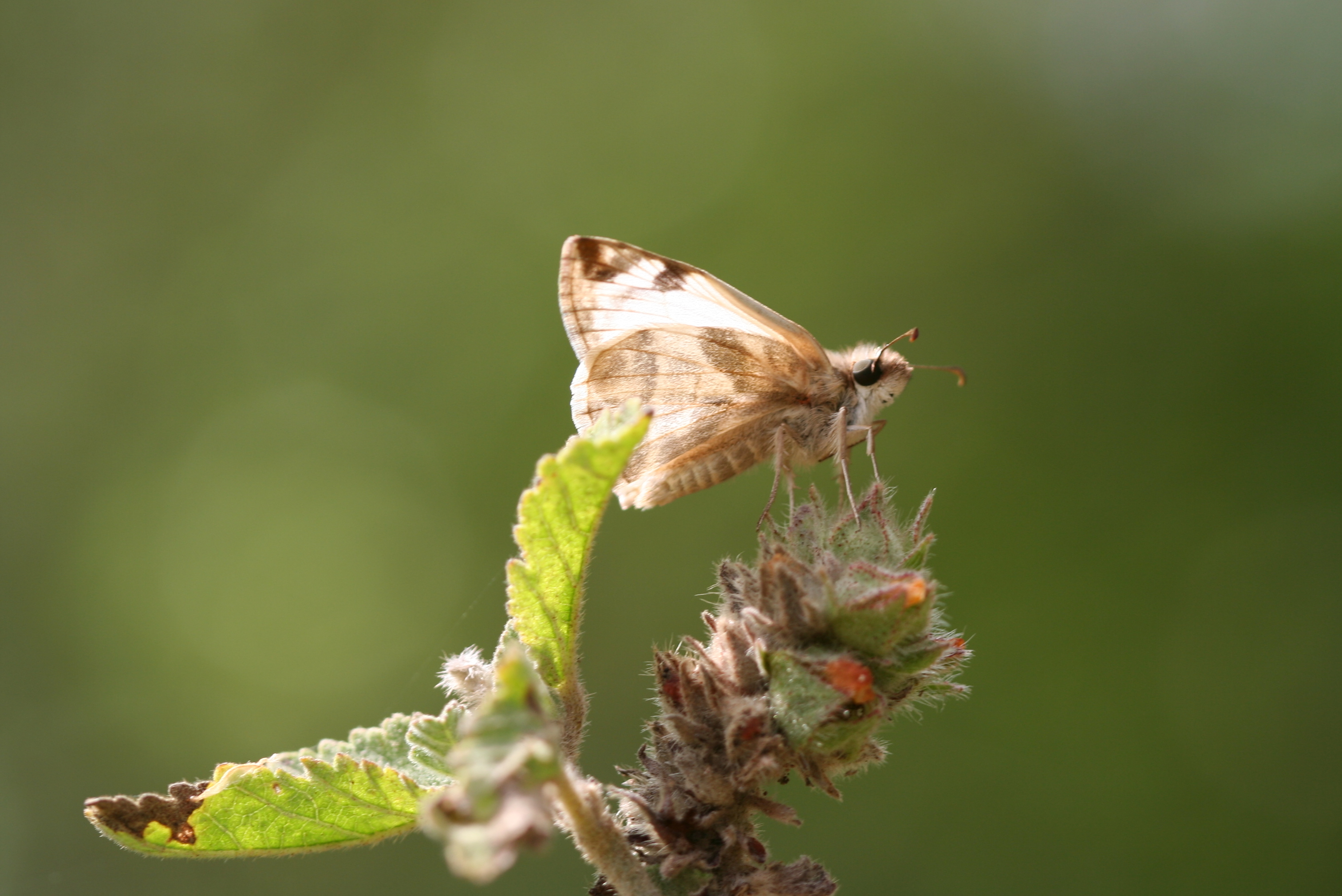